# Juliane Bray
Juliane Linda Bray (* 9. Oktober 1975 in Wellington) ist eine ehemalige neuseeländische Snowboarderin. Sie startet in den Disziplinen Halfpipe und Snowboardcross.
Schon 1996 startete sie in ihrem ersten FIS-Rennen bei einem Parallelslalom in ihrer neuseeländischen Heimat in Cardrona und schaffte den ersten Sieg im folgenden Jahr. FIS-Rennen bestreitet Bray vorwiegend in Neuseeland und Japan, insgesamt war sie bei sieben dieser Konkurrenzen siegreich, sowohl in der Halfpipe als auch im Cross.
Gleich bei ihrem Weltcupdebüt in Whistler Mountain gelang Bray der Sprung aufs Podium mit einem dritten Platz beim Snowboardcross. Bis zum Ende der Saison 2007/2008 konnte sie in beiden Disziplinen bis auf drei Rennen bei jedem ihrer Starts in die Punkteränge fahren. Dreizehn Top-Ten-Platzierungen bis dahin ließ sie die vierzehnte beim Saisonauftakt 2008/2009 in Cardrona folgen, als sie Neunte in der Halfpipe wurde. In den Saisonwertungen der Weltcups war ihr bester Platz in der Halfpipe-Wertung 2007, dort wurde sie Achte, eine Verbesserung um zwei Plätze zum Vorjahr. Ebenfalls 2006 erzielte sie mit dem 20. Rang ihr bestes Ergebnis in der Gesamtwertung. Zuvor war sie 2001 schon einmal 15. in der Snowboardcross-Disziplinwertung gewesen.
Juliane Bray trat bei den Olympischen Spielen 2006 in Turin in der Halfpipe und im Snowboardcross an. Dabei belegte sie den 16. und den 20. Platz. Ihre erste Teilnahme bei Weltmeisterschaften war 2005, als sie im Snowboardcross 28. werden konnte. Bei den Weltmeisterschaften 2007 in Arosa konnte sie vor allem in der Halfpipe mit einem neunten Platz überzeugen, im Cross schaffte sie den 22. Platz.
Im September 2006 gewann sie bei den neuseeländischen Meisterschaften in The Remarkables in der Halfpipe ihren ersten nationalen Titel und wurde im Slopestyle Zweite. In ihrer eigentlichen stärkeren Disziplin Snowboardcross kam sie auf den vierten Platz.
Bray nahm 2008/09 neben Rennen der FIS auch an den Burton Global Open Series und der Ticket-to-Ride Tour teil. Gleich am ersten Wettkampfwochenende gelang ihr dabei ein Sieg in der Overall-Wertung, der Kombination aus Slopestyle, Halfpipe und Quarterpipe. Bei den Olympischen Spielen 2010 in Vancouver belegte sie den 24. Platz auf der Halfpipe. Sie beendete nach der Saison 2009/10 ihre Karriere.
Juliane Bray lebt in Wanaka in Neuseeland.

## Snowboard-Weltcup-Platzierungen
| Platzierung | Halfpipe | Snowboardcross | Gesamt |
| ----------- | -------- | -------------- | ------ |
| 1. Platz    |          | 1              | 1      |
| 2. Platz    | 1        |                | 1      |
| 3. Platz    |          | 1              | 1      |
| Top 10      | 15       | 5              | 20     |
| Starts      | 35       | 21             | 56     |

(Stand: Karriereende)